# 御代志駅

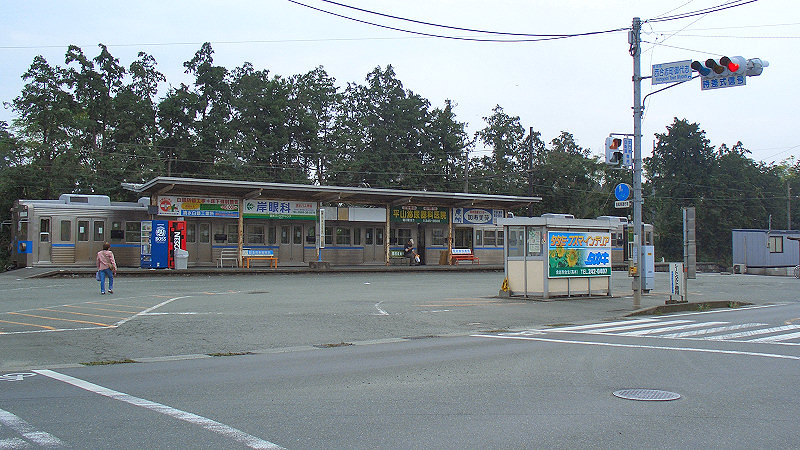
バスが横付けできる移転前の同駅

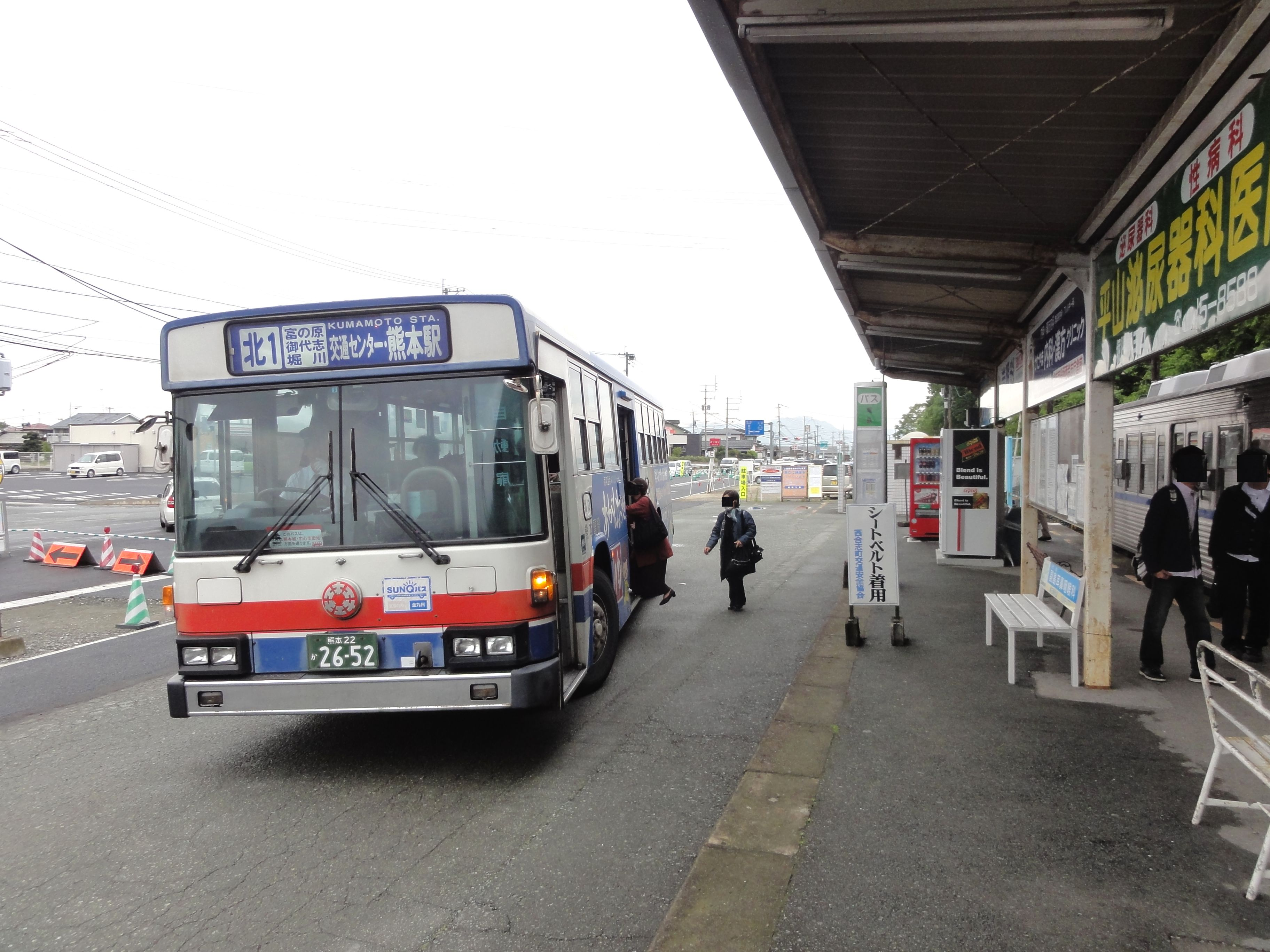
路線バス到着時の様子（移転前）

御代志駅（みよしえき）は、熊本県合志市御代志にある熊本電気鉄道菊池線の駅である。駅番号はKD19。同路線の終点駅でもある。
1986年（昭和61年）までは、路線が先の菊池駅まで続いていた。

## 歴史
- 1913年（大正2年）8月27日：開業。
- 1959年（昭和34年）10月1日：駅移設。
- 1963年（昭和38年）4月1日：交換設備撤去。無人化。
- 1986年（昭和61年）2月16日：当駅 - 菊池間廃止により終点駅となる。
- 2015年（平成27年）4月1日：交通系ICカード「熊本地域振興ICカード（くまモンのIC CARD）」に対応[1]。
- 2019年（令和元年）10月1日 - 駅ナンバリング導入[2]。
- 2022年（令和4年）10月10日：合志市の御代志地区土地区画整理事業に伴い、菊池線の線路および本駅を200メートルほど南東側に移設し、同時に駅舎（有人窓口）の竣工やバス・タクシーの乗降場も整備[3]。有人窓口の開設に伴い駅員を再配置。

## 駅構造
1面1線を有する地上駅であるが、1面2線化が可能な構造となっている。従来は無人駅であったが、現在は窓口が設置されている。駅前はロータリーとなっており、バス停留所がある。なお、移設前の旧駅は向かい側のバス停留所と一体化した単式ホームで、菊池方面からのバスはホームでの対面乗換が可能であった。また、菊池方面へ向かう路線バスも国道から外れて駅前広場へ乗り入れ、ホームの向かい側の乗り場で乗降扱いを行っていた。
かつては木造駅舎を持つ有人駅で、島式ホーム1面2線、貨物側線と貨物用ホームを持つ列車交換駅であったが、経営合理化のため1963年に交換設備（日田街道側の線路）を撤去の上、無人駅となった。木造駅舎は無人化後に解体撤去されている。その後しばらくは単式1面1線ホームと貨物側線を持つ無人駅であったが、1986年に当駅 - 菊池間が廃止されバス転換された際に菊池温泉への利便性向上のために大工事が実施され、貨物側線と貨物用ホームを撤去し、交換設備跡と撤去した部分をかさ上げしてバスロータリーを設け、バス停留所を設置してホームとバス停留所を一体化させた構内が完成した。2022年10月9日まで使用されていた旧線は、駅構内に入る手前で線路が右側に彎曲しており、構内の線形やホームに列車交換駅だった頃の名残があった。
ICカード読み取り機（入場機のみ）は旧駅時代はホームに設置されていたが、新駅移設の際は駅舎（駅入口）に設置されている。

## 利用状況
2014年度の一日当たりの乗車人員数は379人であった。
| 年度   | 1日平均 乗車人員 | 1日平均 乗降人員 |
| ------ | ---------------- | ---------------- |
| 2012年 | 321              | 662              |
| 2013年 | 349              | 719              |
| 2014年 | 379              | 780              |
| 2015年 | 517              | 1,027            |
| 2016年 | 550              | 1,082            |
| 2017年 | 577              | 1,086            |
| 2018年 | 447              | 885              |

## 駅周辺
御代志地区では2018年度から土地区画整理事業が始められ、2021年度から道路工事が進められている。駅南側では国道387号に市道がクランク形に接続し渋滞の原因になっていたが、市道が付け替えられ、2023年8月23日午前6時から十字路に変更される。同年8月末には熊本電鉄が駅北側に駐輪場を整備することになっている。
- 合志市役所西合志庁舎（旧・西合志町役場）
- 合志市西合志図書館
- 合志市西合志郷土資料館
- 西合志郵便局
- 国立療養所菊池恵楓園
- TKU御代志住宅展示場 - 旧・御代志駅と周辺施設跡に建てられた施設
- 業務スーパー御代志店 - 同上
- 国立病院機構熊本再春医療センター
- 熊本県農業公園
- 国道387号

## 利用可能なバス路線
バス停留所は駅構内（ロータリー）の御代志停留所
| のりば                                                                                                 | 運行事業者 | 系統・行先                                                                  | 備考 |
| 1 | |                                                                             | |
| --- | --- | --------------------------------------------------------------------------- | --- |
| 1 | 電鉄バス |                                                                             | |
| 1 | C1-2・C3-2：辻久保（辻久保営業所）・泗水孔子公園前・富の原・菊池プラザ                                               | 19時30分（前後の）便から最終の運行便まで                                    | |
| 1 | C1-3・C3-3：辻久保（辻久保営業所）・泗水孔子公園前・富の原・菊池プラザ・菊池温泉市民広場前                           | 始発便から19時30分前の運行便まで                                            | |
| 1 | 七城線： 野々島・田島・七城総合支所前・菊池プラザ・菊池温泉市民広場前                                                | 本数少（土日祝日運休）                                                      | |
| 1 | 九州産交バス | 高速バス「ひのくに号」： 福岡（博多バスターミナル・天神バスターミナル）行き | 福岡行は乗車のみ、福岡発は降車のみの扱い（光の森方面の同一県内間乗降不可） 予約制だが空席があれば乗車ができる |
| 2 | |                                                                             | |
| 電鉄バス                                                                                               | |                                                                             | |
| C1-1・C1-2・C1-3：堀川・北熊本・国道（市立必由館高校前）・桜町バスターミナル ・ 熊本駅前 ・ 蓮台寺入口 | 「C1-1・C1-2」は桜町バスターミナル止まり、もしくは熊本駅前止まり便                                                   |                                                                             | |
| C3-3：山室・北熊本・国道（市立必由館高校前）・桜町バスターミナル ・ 熊本駅前 ・ 蓮台寺入口             | |                                                                             | |
| 合志市                                                                                                 | レターバス（中央ルート）：御代志市民センター・野々島公民館前・辻久保 / 菊池恵楓園・泉ヶ丘団地・アンビー熊本          | 電鉄バスに運行を委託                                                        | |
| 合志市                                                                                                 | レターバス（南ルート）：ユーパレス弁天・黒石駅入口・永江団地・ゆめタウン光の森・JR光の森駅・杉並台団地・アンビー熊本 | 電鉄バスに運行を委託                                                        | |
| 合志市                                                                                                 | 合志市乗合タクシー（合生・御代志線）： 合生住宅前・黒松公民館 / 御代志市民センター・ユーパレス弁天                   | 月・水・金のみ、キティー交通に運行を委託（ワンボックスタイプ車両にて運行）  | |

## 隣の駅
熊本電気鉄道
■菊池線
再春医療センター前駅（KD18） - 御代志駅（KD19）

### かつて存在した路線
熊本電気鉄道
■菊池線（廃止区間）
御代志駅 - 大池駅